# Zeinab Bancé
Pour les articles homonymes, voir Bancé.
Zeinab Bancé est une cheffe cuisinière, entrepreneure, décoratrice d'intérieur et organisatrice d'évènements ivoirienne d'origine Burkinabè.  
Du 17 au 22 décembre 2024, elle effectue un marathon de 131 heures de cuisine en continu à l'agora de Koumassi à Abidjan.  
Le 5 février 2025, son record est invalidé par l'équipe de Guinness World Record, qui ne reconnaît que 71 / 131 heures.  
Du 27 mars au 2 avril 2025, elle a repris le marathon au Parc des Sports de Treichville,.  

## Exploit de Zeinab
Le 17 décembre 2024, Zeinab Bancé, cheffe cuisinière, se lance un défi culinaire afin d'établir un record mondial en cuisinant pendant 5 jours en continu soit 120 heures en se conformant aux règles de Guinness World Record,,,. 
Elle cuisine en continu du 17 au 22 décembre 2024 à l'agora de Koumassi à Abidjan des mets originaires de la Côte d'Ivoire. Elle bat le record de la Nigériane Hilda Baci, détentrice du titre conformément aux règles du Guinness World Record. Elle détrône également le record mondial de 119 heures et 57 minutes de l'Irlandais Alan Fischer,,.
Pour effectuer cet exploit, Zeinab Bancé concocte environs 293 plats issus des traditions culinaires ivoiriennes qui a pour objectif de nourrir 15 000 personnes et célébrer la solidarité ivoirienne. 
Le public ivoirien et plusieurs personnalités politiques, du showbiz et des créateurs de contenus ont effectué le déplacement pour la soutenir notamment Didi B, Josey, Magic system, Roselyne Layo, Mamadou Touré, ministre de la promotion de la jeunesse de l'insertion professionnelle et du service civique, ainsi le ministre ivoirien du tourisme et des loisirs, Siandou Fofana,.  
Elle effectue ce marathon dans le but d'inscrire son nom dans le livre Guinness des records. 
Le 24 décembre 2024, elle met fin à son marathon culinaire, après avoir cuisiné pendant 131 heures et 30 minutes en continu. L'équipe du Guinness World Record lance dans la foulée la procédure de validation du record,.
Après cet exploit,  elle est faites chevalière de l’Ordre national le 31 janvier 2025.
À l'issue du visionnage des vidéos le 5 février 2025, l'équipe du Guinness World Record invalide son record et ne reconnaît que 71 / 131 heures de cuisine, en raison de plusieurs plans d’images jugés non conformes aux critères édictés,.
Elle ses relancer pour battre le record le 27 mars, elle interrompt dans la soirée du 3 avril 2025 après 160h de cuisine suite à une  une douleur au bras et à l’épaule,.

## Prix et reconnaissance
- 2025 :   Chevalière de l'ordre national du Mérite Ivoirien[20],[21].